# Arkwright (Nueva York)
Arkwright es un pueblo ubicado en el condado de Chautauqua en el estado estadounidense de Nueva York. En el año 2000 tenía una población de 1126 habitantes y una densidad poblacional de 12.2 personas por km².

## Geografía
Arkwright se encuentra ubicado en las coordenadas 42°23′23″N 79°14′35″O / 42.38972, -79.24306.

## Demografía
Según la Oficina del Censo en 2000 los ingresos medios por hogar en la localidad eran de $41 974, y los ingresos medios por familia eran $45 294. Los hombres tenían unos ingresos medios de $33 313 frente a los $25 000 para las mujeres. La renta per cápita para la localidad era de $18 802. Alrededor del 8.8% de la población estaban por debajo del umbral de pobreza.